# Murtar
Murtar je nenaseljen otoček v Kvarnerju. Otoček, ki ima površino 0,088 km², leži 0,3 km zahodno od Koludarca pred zahodno obalo otoka Lošinj. Najvišji vrh otočka je visok 19 mnm. Dolžina obalnega pasu je 1,4 km.
Iz pomorske karte je razvidno, da svetilnik, ki stoji na skrajni zahodni točki otočka, oddaja svetlobni signal: B DBl 8s. Nazivni domet svetilnika je 8 milj.